# Myrmarachne decorata
Myrmarachne decorata este o specie de păianjeni din genul Myrmarachne, familia Salticidae, descrisă de Eduard Reimoser în anul 1927. Conform Catalogue of Life specia Myrmarachne decorata nu are subspecii cunoscute.